# Людмила Чешская (герцогиня Баварии)
Людмила Чешская (чеш. Ludmila Přemyslovna; ок. 1170, Оломоуц, Чехия — 5 августа 1240, Ландсхут, Бавария) — графиня Боген по первому браку с Адальбертом IV фон Боген, а затем, с 1204 года, герцогиня Баварии. Основательница монастыря Зелигенталь в Ландсхуте.

## Биография
Людмила Чешская, в будущем герцогиня Баварии, была дочерью князя Чехии Бедржиха из династии Пржемысловичей и венгерской принцессы Елизаветы из рода Арпадов. Со стороны матери она была правнучкой Великого князя Киевского Мстислава I Владимировича.
Первоначально Людмила была выдана замуж за представителя могущественного баварского рода графов Боген Адальберта (Альберта) III (1165—1197). Брак был заключён до 1189 года.
Графы Боген являлись боковой ветвью австрийских Бабенбергов, с которыми Пржемысловичи также были в родстве. В браке родились трое сыновей:
- Бертольд III (ок. 1190—1218), граф Боген (1198—1218), погиб при осаде Дамиетты во время Пятого крестового похода. Был женат на Кунигунде Хиршберг, потомства не оставил;
- Адальберт IV (ок. 1191—1242), граф Боген (1221—1242), последний мужской представитель рода. Был женат на Рихенце фон Диллинген, потомства не оставил. После его смерти владения графов Боген вместе с их бело-голубым флагом перешли баварским Виттельсбахам;
- Дипольд (Лиутпольд) (ок. 1195—1221), священнослужитель в Регенсбурге.

В октябре 1204 года в Кельхайме овдовевшая графиня Боген сочеталась браком с герцогом Баварии Людвигом I Виттельсбахом (1173—1231), чьим противником когда-то являлся граф Адальберт III. Для герцога Баварии брак был политически выгодным, так как укреплял его отношения с королём Чехии Пржемыслом Отакаром I, дядей Людмилы, и усиливал позиции Виттельсбахов в регионе в противовес австрийским Бабенбергам.
У герцога Людвига I и Людмилы Чешской родился только один ребёнок, сын Оттон II (1206—1253), наследовавший не только герцогство Баварское, но и благодаря браку с Агнессой Пфальцской ставший пфальцграфом Рейнским.
После трагической гибели герцога Людвига I, павшего от рук неизвестного убийцы на мосту города Кельхайм в сентябре 1231 года, овдовевшая герцогиня Людмила посвятила остаток жизни духовным делам. В 1232 году она выступила инициатором основания женского цистерцианского монастыря Зелигенталь в Ландсхуте, городе, который основал её второй супруг. Монастырь со временем стал усыпальницей баварских Виттельсбахов. Именно там Людмила Чешская и была погребена после своей смерти в 1240 году.